# Базилика Рождества Пресвятой Девы Марии (Хелм)
Базилика Рождества Пресвятой Девы Марии (пол. Bazylika Narodzenia Najświętszej Maryi Panny) — церковный и монастырский комплекс в Хелме, Польша. Православная церковь Рождества Пресвятой Богородицы была основана ок. 1260 г. Даниилом Галицким и существовала до первой половины XVIII века. Ныне существующее здание построено униатскими епископами в 1735—1756 годах по проекту Паоло Фонтана.
В разное время храм принадлежал Константинопольской православной (ок. 1260—1596), Грекокатолической (1596—1875), Русской православной (1875—1919), Украинской Автокефальной православной (1940—1944) и Римско-католической (1919—1940, с 1944) церквям. До XX века его главной святыней была Холмская икона Божией Матери. В настоящее время в базилике хранится список с этой иконы.